# Parsoburan Tengah
Parsoburan Tengah is een bestuurslaag in het regentschap Toba Samosir van de provincie Noord-Sumatra, Indonesië. Parsoburan Tengah telt 4100 inwoners (volkstelling 2010).